# Rech
Pour les articles homonymes, voir Rech (homonymie).
Rech est une municipalité allemande située dans le land de Rhénanie-Palatinat et l'arrondissement d'Ahrweiler.